# Алекс Фернандес
Алекс Фернандес (ісп. Álex Fernández, нар. 15 жовтня 1992, Мадрид) — іспанський футболіст, півзахисник клубу «Кадіс».
Виступав, зокрема, за клуби «Реал Мадрид» та «Еспаньйол», а також юнацьку збірну Іспанії.

## Клубна кар'єра
Народився 15 жовтня 1992 року в місті Мадрид. Вихованець юнацьких команд футбольних клубів «Комплутенсе», «Алькала» та «Реал Мадрид».
У дорослому футболі дебютував 2010 року виступами за команду «Реал Мадрид Кастілья», в якій провів три сезони, взявши участь у 93 матчах чемпіонату. 
Своєю грою за цю команду привернув увагу представників тренерського штабу клубу «Реал Мадрид», до складу якого приєднався 2011 року. Відіграв за королівський клуб наступні два сезони своєї ігрової кар'єри.
У 2013 році уклав контракт з клубом «Еспаньйол», у складі якого провів наступні два роки своєї кар'єри гравця. 
Згодом з 2015 по 2017 рік грав у складі команд «Рієка», «Редінг» та «Ельче».
До складу клубу «Кадіс» приєднався 2017 року. Станом на 27 лютого 2022 року відіграв за кадіський клуб 209 матчів в національному чемпіонаті.

## Виступи за збірні
У 2008 році дебютував у складі юнацької збірної Іспанії (U-17), загалом на юнацькому рівні взяв участь у 28 іграх, відзначившись 2 забитими голами.

## Статистика виступів

### Статистика клубних виступів
| Сезон                            | Команда                          | Чемпіонат                        | Чемпіонат | Чемпіонат | Національний кубок | Національний кубок | Національний кубок | Континентальні кубки | Континентальні кубки | Континентальні кубки | Інші змагання | Інші змагання | Інші змагання | Усього | Усього |
| Сезон                            | Команда                          | Ліга                             | Ігор      | Голів     | Ліга               | Ігор               | Голів              | Ліга                 | Ігор                 | Голів                | Ліга          | Ігор          | Голів         | Ігор   | Голів  |
| -------------------------------- | -------------------------------- | -------------------------------- | --------- | --------- | ------------------ | ------------------ | ------------------ | -------------------- | -------------------- | -------------------- | ------------- | ------------- | ------------- | ------ | ------ |
| 2010–11                          | «Реал Мадрид Кастілья»           | СДБ                              | 30+2      | 2+0       | -                  | -                  | -                  | -                    | -                    | -                    | -             | -             | -             | 32     | 2      |
| 2011–12                          | «Реал Мадрид Кастілья»           | СДБ                              | 31+4      | 1+0       | -                  | -                  | -                  | -                    | -                    | -                    | -             | -             | -             | 35     | 1      |
| 2012–13                          | «Реал Мадрид Кастілья»           | СД                               | 32        | 3         | -                  | -                  | -                  | -                    | -                    | -                    | -             | -             | -             | 32     | 3      |
| Усього за «Реал Мадрид Кастілья» | Усього за «Реал Мадрид Кастілья» | Усього за «Реал Мадрид Кастілья» | 93+6      | 6+0       |                    | -                  | -                  |                      | -                    | -                    |               | -             | -             | 99     | 6      |
| 2010–11                          | «Реал Мадрид»                    | ПД                               | 1         | 0         | КІ                 | 0                  | 0                  | ЛЧ                   | 0                    | 0                    | -             | -             | -             | 1      | 0      |
| 2011–12                          | «Реал Мадрид»                    | ПД                               | 0         | 0         | КІ                 | 0                  | 0                  | ЛЧ                   | 0                    | 0                    | СІ            | 0             | 0             | 0      | 0      |
| 2012–13                          | «Реал Мадрид»                    | ПД                               | 0         | 0         | КІ                 | 1                  | 0                  | ЛЧ                   | 0                    | 0                    | СІ            | 0             | 0             | 1      | 0      |
| Усього за «Реал Мадрид»          | Усього за «Реал Мадрид»          | Усього за «Реал Мадрид»          | 1         | 0         |                    | 1                  | 0                  |                      | -                    | -                    |               | -             | -             | 2      | 0      |
| 2013–14                          | «Еспаньйол»                      | ПД                               | 24        | 0         | КІ                 | 6                  | 0                  | -                    | -                    | -                    | -             | -             | -             | 30     | 0      |
| 2014-січ. 2015                   | «Еспаньйол»                      | ПД                               | 5         | 0         | КІ                 | 2                  | 0                  | -                    | -                    | -                    | -             | -             | -             | 7      | 0      |
| Усього за «Еспаньйол»            | Усього за «Еспаньйол»            | Усього за «Еспаньйол»            | 29        | 0         |                    | 8                  | 0                  |                      | -                    | -                    |               | -             | -             | 37     | 0      |
| січ.-черв. 2015                  | «Рієка»                          | 1.ХФЛ                            | 9         | 2         | КХ                 | 2                  | 0                  | ЛЄ                   | 0                    | 0                    | СХ            | 0             | 0             | 11     | 2      |
| 2015–16                          | «Редінг»                         | ЧФЛ                              | 8         | 0         | КА+КЛ              | 1+1                | 1+0                | -                    | -                    | -                    | -             | -             | -             | 10     | 1      |
| 2016–17                          | «Ельче»                          | СД                               | 34        | 3         | КІ                 | 2                  | 0                  | -                    | -                    | -                    | -             | -             | -             | 36     | 3      |
| 2017–18                          | «Кадіс»                          | СД                               | 37        | 3         | КІ                 | 5                  | 1                  | -                    | -                    | -                    | -             | -             | -             | 42     | 4      |
| 2018–19                          | «Кадіс»                          | СД                               | 9         | 3         | КІ                 | 0                  | 0                  | -                    | -                    | -                    | -             | -             | -             | 9      | 3      |
| Усього за «Кадіс»                | Усього за «Кадіс»                | Усього за «Кадіс»                | 46        | 6         |                    | 5                  | 1                  |                      | -                    | -                    |               | -             | -             | 51     | 7      |
| Усього за кар'єру                | Усього за кар'єру                | Усього за кар'єру                | 226       | 17        |                    | 20                 | 2                  |                      | -                    | -                    |               | -             | -             | 246    | 19     |

## Титули і досягнення
- Найкращий гравець юнацького чемпіонату Європи з футболу (U-19) 2011 (Румунія)